# Conseil des arts et des lettres du Québec
Le Conseil des arts et des lettres du Québec (CALQ) est une société d'État créée en 1994 par le gouvernement du Québec.

## Mission
Dans une perspective de développement culturel équitable et durable, le CALQ a pour mission de soutenir, dans toutes les régions du Québec, la création artistique et littéraire, l’expérimentation, la production et la diffusion. Les domaines dans lesquels le CALQ exerce ses attributions sont la littérature et le conte, les arts de la scène (théâtre, danse, musique, chanson, arts du cirque) les arts multidisciplinaires, les arts médiatiques (arts numériques, cinéma et vidéo), les arts visuels, les métiers d’art ainsi que la recherche architecturale. Le CALQ soutient également le rayonnement des artistes, des écrivains et des écrivaines, des organismes artistiques et de leurs œuvres au Québec, au Canada et à l’étranger.

## Services et programmes
Les programmes du Conseil sont destinés aux artistes, écrivaines et écrivains professionnels et aux organismes sans but lucratif québécois. 
Le CALQ offre aux artistes, écrivaines et écrivains professionnels des bourses destinées à soutenir la recherche et la création, le perfectionnement, les séjours à l'étranger, les déplacements, la commande d'œuvre, l'accueil en résidence et les spectacles littéraires. Il offre aux organismes artistiques sans but lucratif des subventions pour soutenir leur mission, des projets de production, de promotion ou de diffusion, de tournées, d'accueil de spectacles étrangers et d'organisation d'événements nationaux et internationaux. Le CALQ soutient également des associations professionnelles, des regroupements nationaux et des organismes de services.
Le CALQ décerne des prix à l'excellence artistique et à la tournée, ainsi que la reconnaissance honorifique de l’Ordre des arts et des lettres du Québec. Il consulte le milieu artistique et avise le ou la ministre de la Culture et des Communications dans les domaines de sa compétence. Il peut conclure des ententes avec des partenaires du Québec et de l'étranger. 

## Enjeux financiers
Dès 2024, le milieu artistique québécois se mobilise pour faire passer le budget annuel du Conseil des arts et des lettres du Québec de 170 millions de dollars à 200 millions de dollars afin de faire face à une crise dans le monde de la culture. Pourtant, depuis 2019, le nombre de bourses octroyées a plutôt augmenté. En effet, 1394 projets ont été soutenus en 2019-2020, contre 1851 en 2023-2024. Les sommes attribuées pour les bourses sont également passées de 14 065 992 dollars en 2019-2020 à 27 480 830 $ en 2023-2024. C'est avant tout le nombre de demandes déposées qui a augmenté, passant de 4817 en 2019-2020 à 6239 en 2023-2024.  Les artistes continuent de se mobiliser afin que le budget du CALQ atteigne un « seuil minimal viable » alors que le ministre Mathieu Lacombe souhaite répondre aux préoccupations exprimées par le milieu culturel.

## Publications
Le CALQ publie l'infolettre À L'ŒUVRE.

## Dirigeants
- Présidente-directrice générale : Véronique Fontaine